# Giacomo Tachis
Giacomo Tachis (Poirino, 4 novembre 1933 – Firenze, 6 febbraio 2016) è stato un enologo italiano.

## Biografia
Diplomatosi alla Scuola Enologica di Alba nel 1954, nel 1961 venne assunto come enologo presso le cantine Antinori di San Casciano in Val di Pesa, dove in poco tempo assurse al ruolo di direttore tecnico e per cui avrebbe lavorato complessivamente trentadue anni.
Accreditato per aver avviato la rinascita del vino italiano sul piano internazionale, durante la sua carriera Tachis collaborò alla creazione di nuovi generi di rosso italiano, in particolare il Sassicaia, il Pelago, il Solaia e il Tignanello (conosciuti come i "SuperToscani"), il San Leonardo, il Mille e Una Notte, il Terre Brune e il Turriga. Fece scelte innovative per il suo tempo, come ad esempio superare le specifiche del territorio per il Chianti Classico, utilizzare la fermentazione malolattica ed usare barriques per le fasi di invecchiamento, tanto che la barrique fu definita come "uno dei simboli della rinascita italiana del vino". Oltre che nella creazione di nuovi vini, Tachis fu attivamente impegnato nella promozione e nella produzione di altri vini, tra cui i sardi Vermentino e Carignano del Sulcis, i siciliani Nero d'Avola, Inzolia, Catarratto e Grillo, i piemontesi Barbera e Nebbiolo, il Lambrusco e il Sangiovese.
Tachis si ritirò ufficialmente nell'aprile 2010, pur continuando occasionalmente ad offrire consulenze; nello stesso anno pubblicò la sua autobiografia, Sapere di vino. Nel 2011 fu nominato "uomo dell'anno" dalla rivista inglese Decanter.